# Квіцдорф-ам-Зее
Квіцдорф-ам-Зее (нім. Quitzdorf am See) — громада в Німеччині, розташована в землі Саксонія. Входить до складу району Герліц.
Площа — 36,20 км2. Населення становить 1244 ос. (станом на 31 грудня 2020).